# Wank
Pour les articles homonymes, voir Wank (homonymie).
Le Wank est un sommet des Alpes, à 1 780 m d'altitude, dans les Préalpes bavaroises, et précisément dans le chaînon d'Ester, en Allemagne (Bavière).